# Histoire de Paros
Paros (en grec ancien et en grec moderne Πάρος) est une île grecque dans l'archipel des Cyclades.
Les plus anciennes traces d'habitat dans les Cyclades, vieilles de près de 7 000 ans, ont été découvertes sur l'îlot de Saliagos, entre Paros et Antiparos. Il semblerait que dès l'Âge du bronze, Parikiá (qui est son nom actuel) ait assumé le rôle de capitale de l'île. Les autres localités, telle Koukounariés à l'époque mycénienne, peuvent être mieux connues, car Parikiá a été continuellement occupée.
L'île fut très prospère, dès l'époque géométrique, principalement grâce à son marbre. Une cité, oligarchique, se constitua à l'époque archaïque et participa à la colonisation grecque en fondant une colonie sur Thasos. Elle fut longtemps rivale de sa voisine Naxos qui finit par s'en emparer à la fin du VIe siècle av. J.-C. L'île passa ensuite sous domination perse et fut du côté des vaincus des guerres médiques. Elle entra alors dans l'orbite athénienne malgré de courtes indépendances lors de la guerre du Péloponnèse (grâce à Sparte) ou au moment de la Ligue des Nésiotes (grâce au royaume de Macédoine). Après la conquête de la Grèce par Rome, Paros fut incluse dans la province d'Asie. Peu à peu, les institutions de l'île disparurent face au pouvoir impérial central. Il semblerait aussi que si elle resta dynamique d'un point de vue artistique, elle ait cependant connu une période de prospérité moindre que précédemment.
L'île fut christianisée dès le IVe siècle et connut une nouvelle prospérité dans les premiers siècles de l'Empire byzantin. À partir du VIIIe siècle, Paros, comme le reste de la mer Égée fut la proie des pirates. Elle aurait été alors en partie dépeuplée, tandis que les quelques habitants restants se réfugiaient dans l'intérieur de l'île. Les habitats redescendirent au bord de la mer à partir du XIIIe siècle lorsque le duché de Naxos ou la république de Venise ramenèrent la sécurité des mers. Cependant, le duché, aussi bien que la Sérénissime, durent reculer peu à peu face à l'avancée ottomane. En 1537, Paros fut conquise par Barberousse.
L'île intégra le royaume de Grèce après la guerre d'indépendance à laquelle elle participa activement.

## Préhistoire

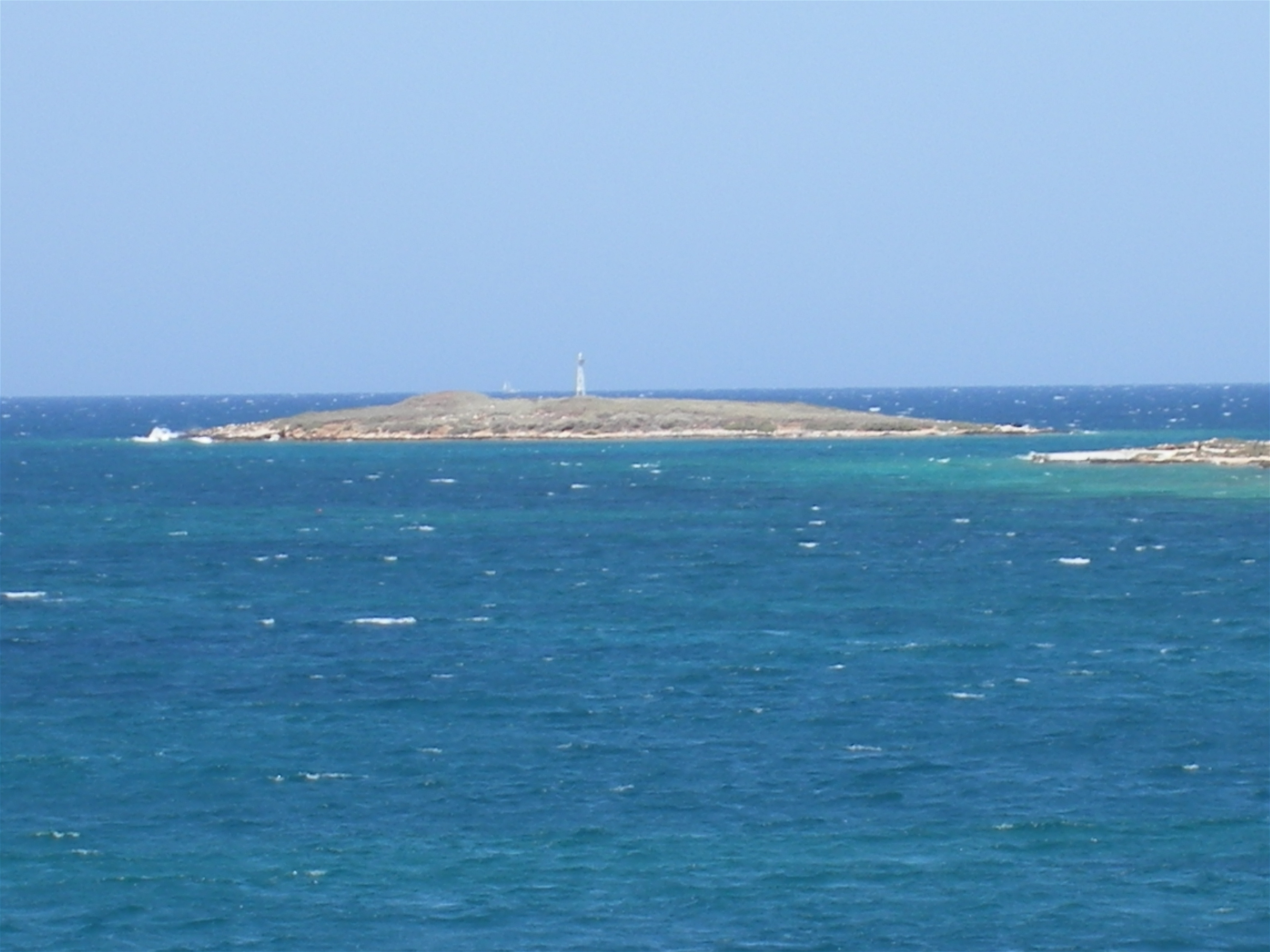
L'îlot de Saliagos.

Un habitat néolithique de pêcheurs et marins (bâtiments, objets en pierre et en terre cuite ainsi que restes de nourriture), remontant à la fin du Ve millénaire av. J.-C. a été découvert sur le petit îlot de Saliangos entre Paros et Antiparos.
Au IIIe millénaire av. J.-C., les habitats se multiplièrent sur Paros. Des cimetières de l'âge du bronze ancien (entre 3200 et 2700 av. J.-C.) ont été identifiés et fouillés dans plus d'une douzaine d'endroits dont Dryós, Kámbos, Glyfá et sur le kastro de Parikiá. Certains étaient encore occupés entre 2700 et 2300 av. J.-C. L'habitat de Parikiá (des petits bâtiments et des places rectangulaires), non fortifié, exista tout au long des IIIe et IIe millénaire av. J.-C. Les vases de terre cuite trouvés sur place montrent les relations commerciales de l'île avec le reste de l'Égée, la Crète et la Grèce continentale. Il semblerait que cet habitat ait, dès ce moment-là, assumé le rôle de capitale de l'île,.

## Périodes mycénienne, géométrique et archaïque

### L'acropole mycénienne de Koukounariés

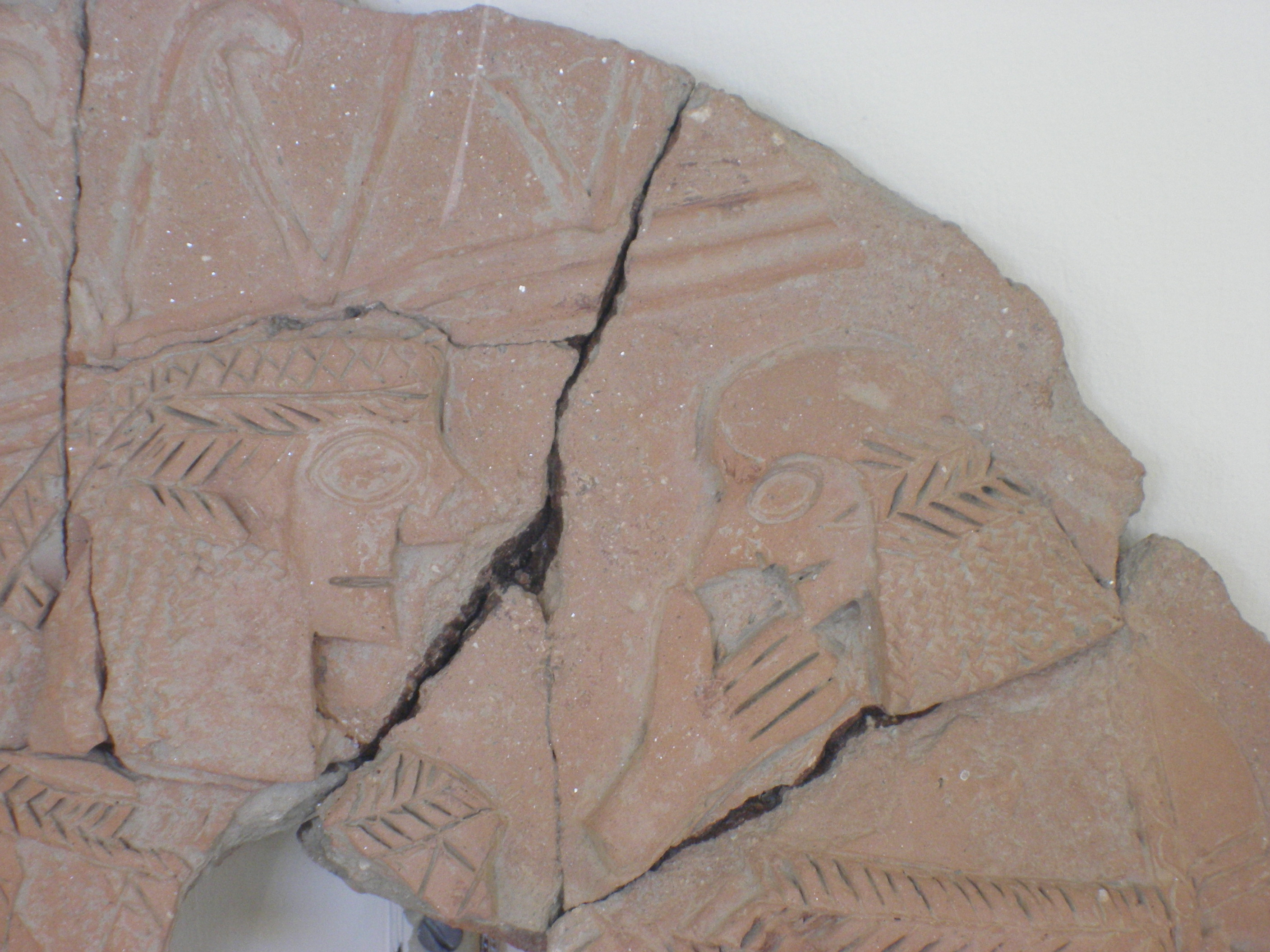
Fragment de vase (second quart du), trouvé sur l'acropole de Koukounariés.

Au XIIe siècle av. J.-C., un habitat mycénien prospère mais détruit dès la fin du siècle était installé sur la colline rocheuse de Koukounariés, au nord-est de l'île, à l'ouest de la baie de Náoussa. L'acropole n'était accessible que par son flanc sud. Elle était protégée par des murs cyclopéens. Un complexe de bâtiments, avec deux ailes, orientés nord-sud y était construit. Le plan en est encore visible : les murs en ruines mesurent 3 mètres de haut pour 1,66 mètre d'épaisseur. Les bâtiments étaient constitués de nombreuses petites pièces reliées par des couloirs, en partie souterrains. Trois pièces, des réserves, étaient construites dans l'épaisseur du mur d'enceinte. Les fouilles ont révélé de nombreux squelettes d'animaux et d'humains, des vases en grande quantité, des armes en bronze, des objets précieux et de la vie quotidienne ainsi que de très nombreux galets. Ces derniers auraient été amassés par les habitants pour en faire des projectiles. L'ensemble était recouvert de cendres. Deux hypothèses ont été avancées. L'acropole aurait été détruite lors d'une attaque ou en deux temps : par un tremblement de terre qui aurait déclenché un incendie,.
L'acropole de Koukounariés continua à être occupée durant l'époque géométrique, jusqu'à la fin du VIIIe ou au milieu du VIIe siècle av. J.-C. Un temple attribué à Athéna a été découvert au sud de l'habitat. Il a continué à être utilisé après le départ des habitants,.
Parikiá continua à être occupée durant l'époque mycénienne, mais Koukounariés, maintenant désert, est mieux connu. Le site de Parikiá, près de la mer, aurait été préféré par les migrants ioniens venus d'Attique à la fin du IIe millénaire av. J.-C. ou au début du Ier millénaire av. J.-C..

### Prospérité géométrique et archaïque
Il semble que Paros fut une île très prospère durant l'époque géométrique (Xe au VIIIe siècle av. J.-C.). Les habitats de cette période, installés sur des éminences le long des côtes, sont très nombreux. Parikiá poursuivit sa croissance tandis que des habitats, densément peuplés, apparaissaient, en plus de Koukounariés, autour de la baie de Náoussa (Filizi, Sarakinika, Livadera et Aghios Ioannis Detis). Dans cette même baie, l'habitat sur l'îlot d'Oikonomou, qui remonte à la préhistoire, est entouré d'un mur qui est encore haut d'un mètre de nos jours. Mais les fouilles en sont encore limitées,.
Une cité, d'abord monarchique dirigée par un roi, puis oligarchique dirigée par des archontes, avec boulè et démos, se constitua à l'époque archaïque (VIIe et VIe siècles av. J.-C.). Il ne semble pas que les inégalités sociales y aient été très fortes. Paros fut pendant longtemps une rivale de Naxos. Paros, au carrefour des routes maritimes à travers l'Égée devint une cité marchande très riche. Elle avait des contacts jusqu'en Propontide ou à Milet. Les temples et édifices publics datant de cette époque sont très nombreux, tout comme les inscriptions. Le poète Archiloque naquit et vécut sur l'île au VIIe siècle av. J.-C. Les quelques fragments de ses œuvres qui nous sont parvenus nous éclairent sur la vie de la cité parienne alors. Paros participa à la vague de colonisation en envoyant vers 680 av. J.-C. des colons sur Thasos avec qui elle créa une sorte de fédération. Les mines d'or de cette île contribuèrent au développement économique de Paros. Plus tard, elle aurait participé à la création de la colonie de Parion en Propontide. Durant toute cette période, par contre, l'île fut en constante concurrence avec sa voisine Naxos,.

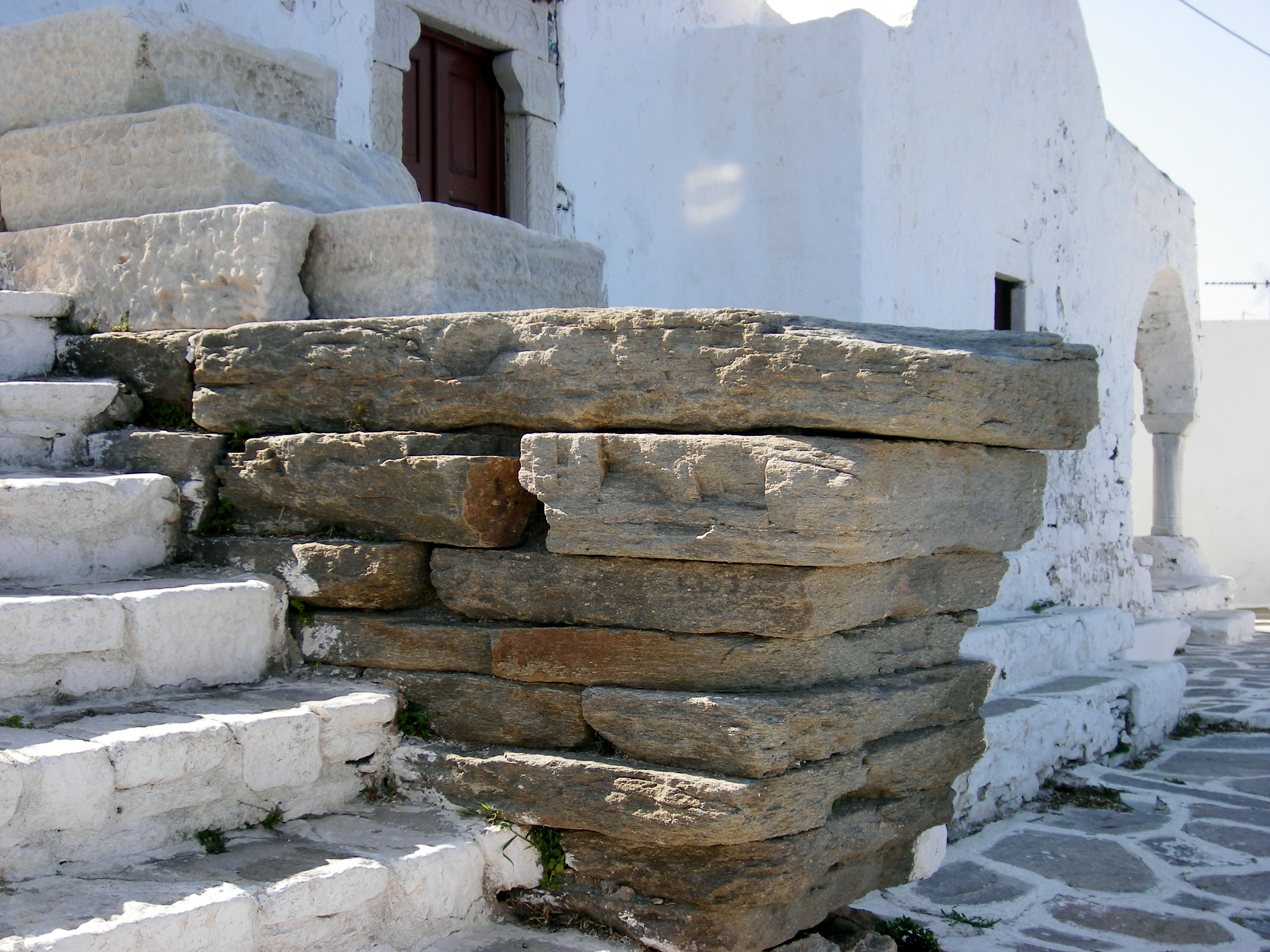
Fondations et stylobate du temple d'Athéna sur le kastro de Parikiá.

À la fin du VIIe siècle av. J.-C., la ville de Parikiá fut ceinte d'un rempart qui fut utilisé jusqu'à la fin de l'Antiquité. Il partait du bord de la mer, afin de protéger le port. Les fouilles ont révélé sa présence au nord-est de l'acropole antique (aujourd'hui le kastro) : un segment de deux mètres d'épaisseur sur quarante-cinq mètres de long, parallèle à la mer ; ainsi qu'au sud de la ville actuelle, au lieu-dit Dyo Plakes : deux mètres à deux mètres cinquante d'épaisseur sur une cinquantaine de mètres de long où une tour et une porte sont encore visibles. La mémoire collective des habitants conserve aussi le souvenir d'un mur le long de la mer à l'ouest du kastro.
À la fin du VIe siècle av. J.-C., Paros était passée sous la domination de Naxos et donc de son tyran Lygdamis. La similitude entre le temple d'Athéna sur la colline de Parikiá (le kastro) et celui d'Apollon sur l'îlot en face de la ville principale de Naxos est en effet considérée comme une preuve de ce lien. Les fouilles de l'architecte allemand Gottfried Gruben au début du XXe siècle dans le kastro ont révélé la présence au même endroit d'un temple archaïque de style ionique dédié à Koré.

## L'importance du marbre
Une des sources principales de la richesse de l'île était son marbre très recherché pour sa qualité, sa blancheur et sa transparence (jusqu'à 3,5 millimètres d'épaisseur). Il était surnommé lychnites (de lychnos, lampe à huile). On ne sait si le terme faisait référence à sa transparence ou au fait que les ouvriers travaillaient dans les carrières souterraines à la lueur des lampes à huile. Ce marbre fut très vite utilisé dans l'ensemble du monde grec. La présence du marbre suscita aussi des vocations. Les ateliers de Paros employaient de nombreux artisans/artistes. On pense que l'influence ionienne transita d'abord par Paros avant d'atteindre la Grèce continentale au VIe siècle av. J.-C. Les artisans/artistes pariens ne travaillaient pas seulement sur l'île, ils furent actifs sur les autres îles des Cyclades, principalement Délos mais aussi Sifnos, ou à Delphes. De même, les sculpteurs pariens inventèrent un type particulier de korai, avec l'himation drapé de façon oblique,.
Les principales carrières antiques étaient constituées de galeries souterraines qui se visitent toujours, près du village de Maráthi. Elles s'étendent sur environ 190 mètres de long selon un axe nord-sud sur 50 à 120 mètres de large. Les galeries font en moyenne 3 mètres de haut et des piliers de roche furent laissés à intervalles réguliers pour soutenir les mines. On estime que la production antique aurait été de 100 000 m3 de marbre utilisable. Les débris, quant à eux, étaient laissés sur place, dans les galeries. Un relief dédié aux nymphes mais représentant les dieux de l'Olympe, datant de 350-325 av. J.-C. se trouve toujours à l'entrée des carrières. Une autre carrière, à ciel ouvert, se trouvait au lieu-dit Lakkoi, près de Kóstos. Sur place, une stèle marquant les limites de la cité de Paros a été retrouvée.
Autour de la baie de Náoussa, dans la crique de Langeri et près de Filizi, des « canaux » antiques creusés dans la roche sont encore visibles. Similaires à ceux trouvés à Zéa (au Pirée) ou à Syracuse, ils ont été identifiés comme des chantiers navals ou des installations portuaires pour l'exportation du marbre.
Le commerce du marbre et les ateliers pariens déclinèrent à partir du Ve siècle av. J.-C. face à la concurrence du marbre du Pentélique, mais aussi parce que la ligue de Délos, contrôlée par Athènes, imposa de fortes restrictions aux activités commerciales de l'île, comme à l'ensemble des alliés. Ainsi, Scopas, originaire de l'île, ne doit pas masquer le fait que le déclin se poursuivit au IVe siècle av. J.-C.. Cependant, le marbre avait une telle importance qu'il y a très peu de références, même à l'époque romaine, à des statues de bronze sur Paros.

## Les cultes antiques sur Paros

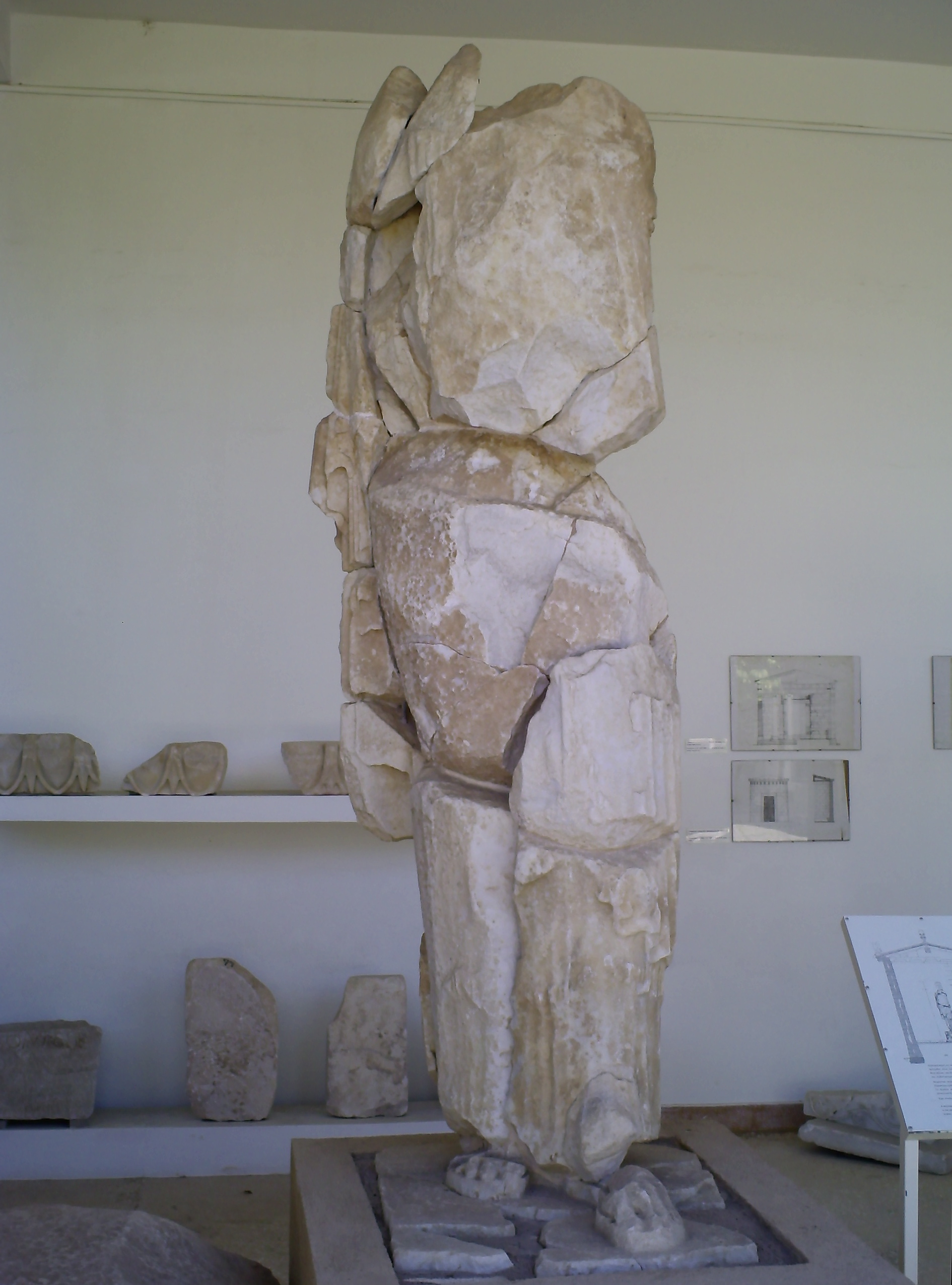
Statue d'Artemis trouvée au Délion.

Déméter, principale divinité de Paros, et sa fille Koré étaient honorées, au moins depuis l'époque archaïque, au thesmophorion. De nombreux sanctuaires ruraux étaient aussi consacrés à Déméter. Les inscriptions retrouvées sur l'île ont montré que les autres divinités les plus vénérées sur l'île dans l'antiquité étaient Zeus, avec les épiclèses Zeus Elastros, Zeus Endedros, Zeus Patroos et Zeus Hypatos ; Athéna, avec les épiclèses Athéna Athenaea, Athéna Cynthia et Athéna Poliouchos ; Apollon, avec les épiclèses Apollon Délios, Apollon Pythios, Apollon Pylios, Apollon Lykoas et Apollon Nyphegetes ; Artémis, avec les épiclèses Artémis Délia, Artémis Cynthia et Artémis Ephesia. Enfin, Dionysos, autre divinité de la fertilité, était aussi particulièrement vénéré sur l'île comme le montrent les nombreux sanctuaires ruraux qui lui sont consacrés.
Athéna avait un temple très ancien à Koukounariés, même après l'abandon du site. Un important temple « hékatompédon » (de cent pieds de long, soit près de 33 mètres sur 16,50 mètres de large) lui fut édifié au VIe siècle av. J.-C. sur la colline du kastro à Parikiá dont elle était la déesse protectrice,, à côté du temple ancien dédié à Koré. Un temple dédié à Apollon Pythien fut érigé au sud-ouest de la ville actuelle de Parikiá. Au même endroit, les fouilles ont révélé les fondations d'un Asklépéion datant du IVe siècle av. J.-C., construit près d'une source qui fut dédiée ensuite à la Vierge Marie avec la christianisation,,. Au nord-est de Parikiá, de l'autre côté de la baie, sur une éminence regardant vers Délos, s'est organisé, à partir des IXe et VIIIe siècles av. J.-C., un sanctuaire dédié à Artémis puis à Apollon Délios. Au VIe siècle av. J.-C., un temple fut érigé puis remplacé au Ve siècle av. J.-C. par un autre temple, en marbre de 9,50 mètres sur 6 mètres, dédié à Apollon Délios, dans lequel une statue archaïque d'Artémis a été retrouvée. Un autel, à l'est du temple, était dédié à Artémis,. Non loin de ce « Délion », un sanctuaire en plein air (2,50 mètres sur 2 mètres) a été identifié. Les incisions en forme de pied dans le marbre, des bemata, font penser à un sanctuaire dédié à Isis ou Sarapis. Cependant, ce thème des pieds est très présent sur Paros et donc ce sanctuaire pourrait n'avoir aucun rapport avec des cultes égyptiens. Par contre, le culte de Sarapis est bien attesté en relation avec le gymnase à l'époque impériale,.

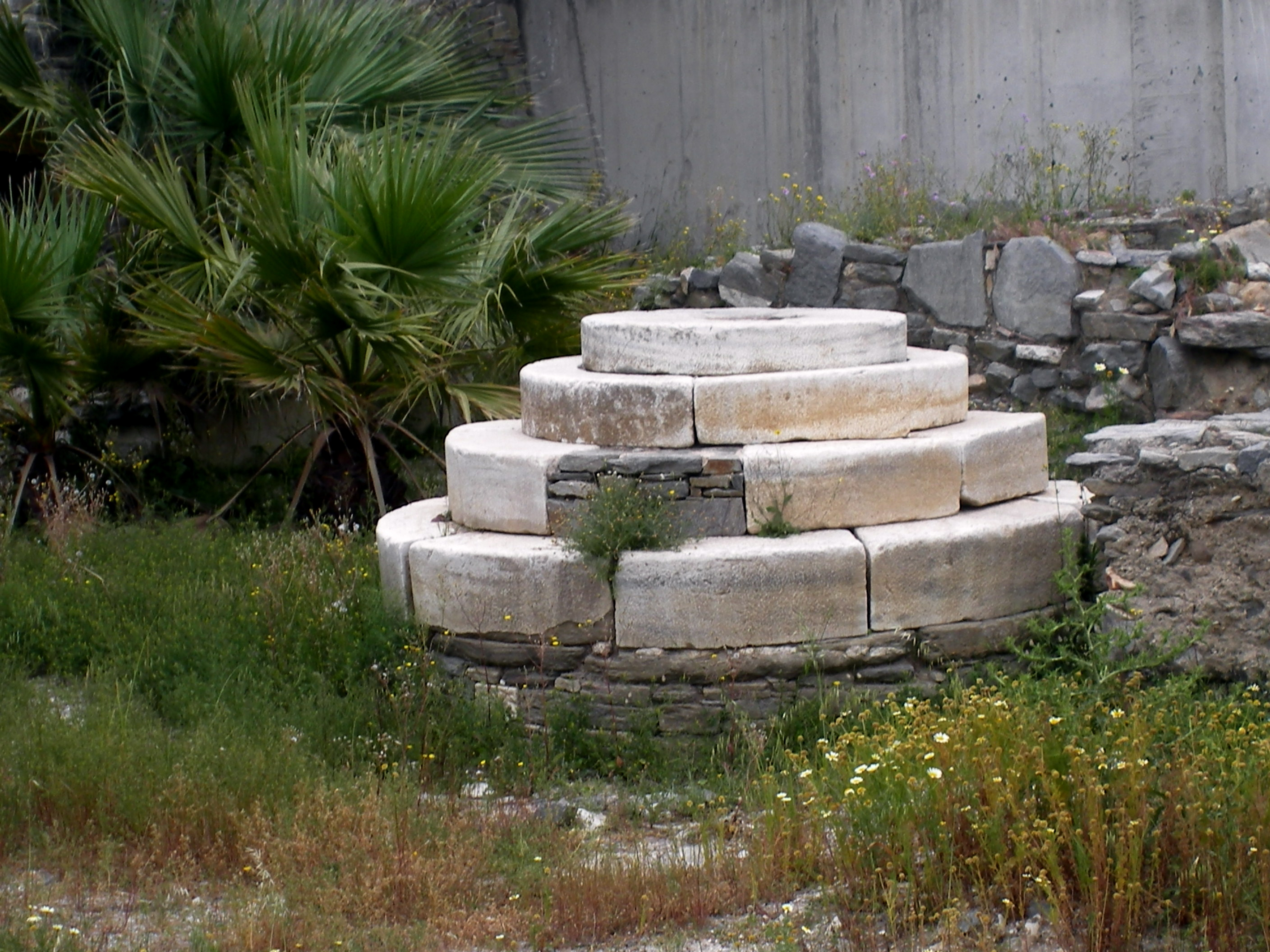
L'hérôon à Aghios Panteleimon.

Un vaste sanctuaire (400 m2) à l'est de Parikiá, au lieu-dit Aghios Panteleimon, en dehors des fortifications antiques, est systématiquement fouillé depuis 1991. Les statues de kouros, de korai, de gorgone d'acrotère, les stèles et les ornements découverts suggèrent la présence d'un temple, ainsi que d'un hérôon archaïque. La base de cet hérôon est couverte d'inscriptions et de dessins, dont des pieds. Une partie des marbres furent réutilisés pour les stèles d'un cimetière hellénistique et romain installé ensuite au même endroit. Les destructions byzantines et post-byzantines du sanctuaire ont aussi été radicales. Les inscriptions n'ont pas permis de l'identifier avec sûreté. La statue de korai rappelle l'Héra de Cheramynes sur Samos, mais elle ne permet pas plus d'attribuer le temple à une divinité.
Au lieu-dit Kounados (au nord de Parikiá, au pied du Profitis Ilias), des fouilles ont mis au jour un sanctuaire dédié à Zeus Hypatos, plus loin, d'un sanctuaire à Ilithyie et d'un sanctuaire à Aphrodite. Dans ce dernier, les fidèles déposaient des offrandes dans des niches creusées dans la colline. Le motif incisé des pieds est ici aussi présent,. De l'autre côté de la baie de Parikiá, au lieu-dit Krios, une grande exèdre (23 mètres de long sur 8,40 mètres de large), pourrait être un nymphée, mais les fouilles, non encore achevées, ne permettent pas encore de l'attester : le bâtiment pourrait être un odéon ou une partie de villa romaine. Sa construction a réemployé des éléments du bouléteurion parien datant du IVe siècle av. J.-C..
Près de Mármara, les colonnes doriques en marbre d'un temple de l'époque classique ont été retrouvées dans les champs et dans les murs d'une église consacrée à l'Evangelistria. Le seuil de l'église voisine de la Panaghia Septembriani est constitué d'une borne indiquant les limites d'un sanctuaire religieux antiques. Cependant, il n'a pas été encore possible d'identifier la divinité vénérée dans ce temple.
Au sud de l'île, près d'Angeriá, ont été découvertes en 1885 une statue archaïque d'Artémis et plus récemment une base portant une dédicace à la déesse. Il est donc assez certain qu'un sanctuaire qui lui était consacré doit se trouver dans les environs du village. Mais aucune recherche systématique n'a encore été entamée.

## Période classique
La cité aurait pu compter jusqu'à 12 000 citoyens aux Ve et IVe siècles av. J.-C., selon certaines estimations. Une étude de leur onomastique montre une très grande majorité de noms d'origine ionienne (et ce du VIIe siècle av. J.-C. à la fin de l'époque romaine). Elle montre qu'il y eut donc relativement peu de brassage de populations durant l'antiquité : quelques départs pour la colonisation mais relativement peu d'arrivées, en raison de la faible attractivité des Cyclades en général (hormis Délos, centre commercial).

### Guerres médiques
Hérodote nous apprend que des Pariens intervinrent à Milet, à la demande des Milésiens, pour y ramener la paix sociale à la fin du VIe siècle av. J.-C., puis que le tyran de la cité, Aristagoras, réussit à convaincre Darius d'intervenir dans les Cyclades et de s'emparer des îles, dont Naxos et Paros. Selon Pausanias, les Perses auraient débarqué à Marathon avec un bloc de marbre de Paros dans lequel ils prévoyaient de sculpter une statue pour commémorer leur victoire. Selon le périégète, le bloc aurait été utilisé par Phidias pour réaliser la statue de Némésis à Rhamnonte, bien qu'elle ait toujours été attribuée à Agoracritos (de Paros),,.

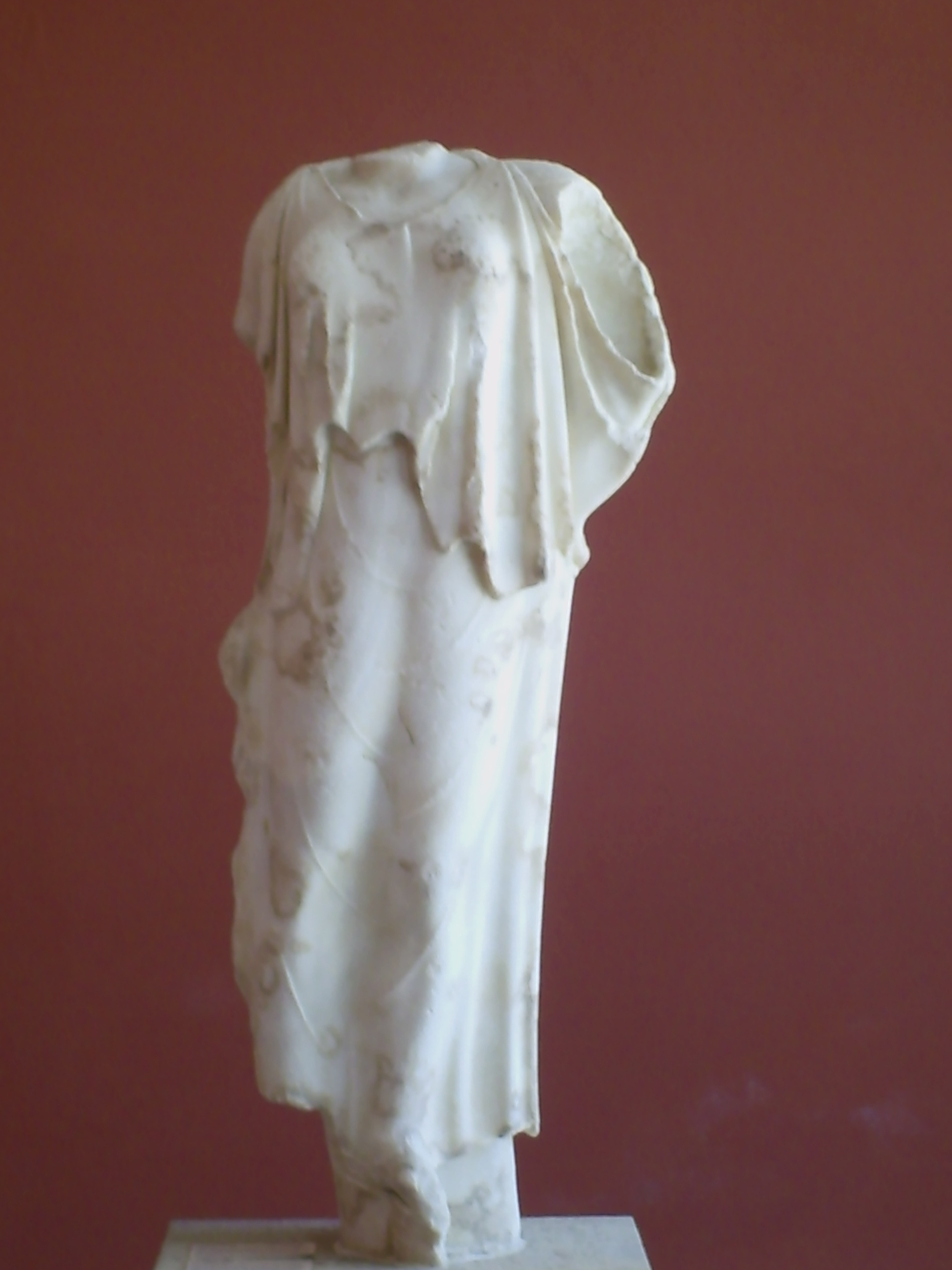
Statue de Niké qui pourrait avoir commémoré la victoire de -489 contre les Athéniens de Thémistocle.

L'île, soumise à la Perse, fournit une trière à la flotte perse lors de la bataille de Marathon. En 489 av. J.-C., Thémistocle organisa une expédition pour châtier Paros. Il semblerait qu'il ait pu avoir une autre raison. Les Athéniens auraient aussi été intéressés par la richesse parienne. L'île aurait en effet alors contrôlé, via Thasos, Eion, une petite cité au pied du Mont Pangaion, au bord du Strymon, dans une région riche en or. De plus, l'île elle-même était riche, comme le prouvent les nombreuses frappes monétaires régulièrement renouvelées. Le stratège athénien demanda d'abord une rançon de cent talents. Les Pariens refusèrent. Les Athéniens mirent le siège devant les murs de la cité et ravagèrent l'île. Les habitants organisèrent leur défense. Ainsi, les points les plus faibles des murailles étaient consolidés, voire surélevés la nuit. Une prêtresse du temple de Démeter, Timô, alors prisonnière de Thémistocle, lui aurait donné des conseils pour prendre la cité. Il se rendit avec elle, la nuit, au sanctuaire de Démeter, en sautant le mur du téménos. Il aurait commis un sacrilège dans le temple. Peut-être aurait-il vu, voire touché les objets du culte, interdits aux hommes. Il aurait pris peur et se serait enfui par le chemin emprunté à l'aller. En sautant le mur, il se serait blessé à la jambe. Cet incident l'obligea à lever le siège. Les Pariens allèrent alors consulter la Pythie de Delphes pour savoir quelle punition infliger à Timô. L'oracle répondit que cette dernière n'avait fait qu'appliquer la volonté des dieux en entraînant Thémistocle dans la voie qui devrait le perdre. Timô ne subit aucun châtiment,,,.
Les navires pariens restèrent à Kythnos lors de la bataille de Salamine. Ils restèrent neutres en attendant de savoir vers où pencherait la balance. Lorsque Thémistocle assiégea Andros et exigea une rançon des cités des îles qui avaient été du côté des Perses, les Pariens payèrent immédiatement, même s'il est difficile de savoir si ce fut par peur ou par opportunisme,. L'île entra alors dans la première ligue de Délos. Elle payait un très lourd tribut, considéré même comme le plus lourd de tous les « alliés » : il s'élevait à seize talents en 454 av. J.-C. puis à trente talents en 425 av. J.-C. En parallèle, l'île cessa de battre monnaie,,.

### Guerre du Péloponnèse
Pendant la guerre du Péloponnèse, la cité parienne échoua dans sa tentative de reprendre son indépendance. Le tribut dû à Athènes fut donc alors augmenté en 425 av. J.-C. Après la victoire spartiate, Paros retrouva sa liberté en 403 av. J.-C., mais n'eut pas les capacités (politiques ou financières) de reprendre sa frappe monétaire,,. Très peu de documents évoquent l'île dans cette seconde moitié du Ve siècle av. J.-C. ce qui tendrait à prouver qu'elle n'aurait joué qu'un rôle politique mineur, voire qu'elle ait été si intégrée à la ligue de Délos qu'elle se serait fondue dans l'histoire de celle-ci. L'« insignifiance » de l'île pourrait avoir une preuve dans Les Guêpes d'Aristophane où un personnage, Philocléon, dit (vers 1088-1089) qu'il fut théore à Paros, pour deux oboles. Quant à l'épigraphie, les noms qu'elle livre sont ceux de sculpteurs, de poètes (et de défunts), mais il n'y a aucun magistrat. Cela ne signifie pas qu'il n'y en avait pas, mais cela montre que la vie politique devait être ralentie au moins. Les artistes pariens s'illustraient cependant plus souvent hors de leur île où, semble-t-il, les opportunités étaient limitées.
Si Paros semble être effacée politiquement, ce n'était donc pas le cas d'un point de vue artistique. Cela ne signifiait pas non plus qu'elle avait décliné économiquement. L'île restait riche, voire très riche, puisqu'Athènes pouvait lui imposer un tribut si élevé. De même, au moment de la tyrannie des Quatre-Cents, Théramène traversa les Cyclades et s'arrêta sur Paros où il renversa une oligarchie et exigea de fortes sommes des oligarches afin de les punir. Il est difficile de déterminer quand ce régime oligarchique fut mis en place. Diverses hypothèses sont avancées : au moment des succès de Brasidas en Thrace quand certaines cités de la ligue tentèrent de se rapprocher de lui ; au printemps 411 av. J.-C. quand les oligarches athéniens installés à Samos mirent en place ce type de régime dans diverses cités de la ligue ; ou depuis Thasos où, la même année Dieitréphès mit en place une oligarchie.
Vers 408-407 av. J.-C., Alcibiade, selon Xénophon, traversa l'Égée depuis Samos pour aller surveiller le port de Gythion. Il fit une escale à Paros. Le fait que cette escale soit citée est significative : il aurait pu tout aussi bien s'arrêter ailleurs. Cependant, l'arrêt sur Paros, île riche oligarchique, permettait à Alcibiade, démocrate, d'exiger un tribut.

### LeIVesiècle
Une fois la guerre du Péloponnèse terminée, il semble probable que Paros ait retrouvé une sorte de liberté sous la protection de Sparte, avec un régime oligarchique pro-lacédémonien. Deux textes permettent d'envisager un épisode de l'histoire de l'île alors. À partir des Helléniques de Xénophon et du Ménexène de Platon, on peut conjecturer que Conon et Pharnabaze seraient passés vers 394-393 av. J.-C. par Paros lors de leur traversée de l'Égée pour libérer les îles du protectorat spartiate et le remplacer par le leur. Isocrate dit que vers 392-391 av. J.-C., Pasinos, agissant pour le compte d'Athènes, s'empara de l'île (et de ses richesses surtout) et y institua à nouveau la démocratie. Le régime politique était donc très changeant et la situation se prolongea même après l'entrée de l'île dans la seconde confédération athénienne.
Dès 391-390 av. J.-C., l'île intégra la nouvelle amphictyonie de Délos recréée par Athènes. Sa contribution s'élevait à 3 000 drachmes mais les points de comparaison manquent pour en évaluer l'importance par rapport aux autres tributs. Vers 385-384 av. J.-C., donc à un moment où l'île était plus ou moins autonome, elle envoya des colons fonder, le long de la côte dalmate la cité de Pharos,. Ils auraient agi sur l'ordre d'un oracle et avec l'aide de Denys l'Ancien qui vint à leur secours quand la colonie fut attaquée par des Illyriens l'année suivante. Ces bonnes relations entre les Pariens et le tyran sicilien servent d'arrière plan à une anecdote édifiante de Polyen sur la conversion de Denys à la sagesse philosophique sous l'influence de deux pythagoriciens pariens, Euéphénos et Eucritos. Le thème est courant : le tyran se réforme grâce à l'exemple fourni par les philosophes, mais les précisions géographiques et chronologiques sont significatives et permettent de certifier l'alliance entre Paros et la Syracuse de Denys au début du IVe siècle av. J.-C..
La bataille de Naxos (377-376 av. J.-C.) se solda par la défaite définitive de la flotte spartiate et par conséquent, les îles ne purent longtemps résister à la pression athénienne. Paros intégra donc dès sa création la seconde confédération athénienne,. Son tribut fut fixé à 4 800 drachmes (Ios, très pauvre, était taxée à 800 drachmes tandis que Naxos ou Andros ne devaient rien). L'île ne paya pas l'intégralité de cette somme élevée. Les comptes athéniens évoquent le versement de seulement 2 970 drachmes. Paros faisait même partie en 341 av. J.-C. des cités ayant emprunté de l'argent à l'amphictyionie délienne. La somme est élevée car les intérêts sont de 220 drachmes. Elle était aussi endettée vis-à-vis de Chios. Plusieurs interprétations sont proposées. Paros ne versa pas son tribut car elle ne comptait pas rester dans la ligue, mais on manque de preuve pour étayer cette hypothèse. Paros se rebella contre Athènes mais la rébellion de Kéa est attestée par les textes alors qu'une rébellion parienne n'est jamais évoquée, de même, elle ne semble pas avoir participé à la guerre des alliés (l'emprunt à Chios ne signifiait donc pas alliance) et n'en profita pas. Paros aurait été pillée (comme Tinos) par Alexandre de Phères en 362-36 av. J.-C. : on n'en a pas la preuve, mais la cité est incluse dans le traité entre Athènes et la confédération thessalienne l'année suivante. Paros était alors très endettée en raison de son intense activité de construction d'où son incapacité à payer son tribut.
Les fouilles de  au début du XXe siècle, ont montré que dans le kastro de Parikiá, un trésor fut érigé dans la seconde moitié du Ve siècle av. J.-C. La ville disposait alors d'une agora avec un portique restauré par l'empereur Hadrien et divers bâtiments officiels : prytanée (datant du Ve siècle av. J.-C. mais restauré avec l'ajout d'un péristyle ionique au IVe siècle av. J.-C.), agoranomeion (contrôlant le commerce sur le marché) et demosion (archives de la cité). Au IVe siècle av. J.-C., une petite tholos de style dorique en marbre et dédiée à Hestia fut érigée aussi sur le kastro. Vers Marmara, dans l'est de l'île, vers 350 av. J.-C., fut élevé un vaste temple à Apollon Pythion. Le bouléteurion qui fut remployé à l'époque romaine pour édifier un bâtiment à abside, remonte lui aussi à ce IVe siècle av. J.-C. Les artistes pariens, dont le plus célèbre alors reste Scopas, étaient plus connus, toujours, hors de leur île, mais cela ne signifie pas qu'ils n'y travaillaient pas. Le renouveau de construction dut s'accompagner d'un renouveau dans la sculpture. L'île avait dû connaître alors une nouvelle phase de grande prospérité,,.

## Période hellénistique

### De la ligue de Corinthe à la ligue des Nésiotes
Les liens étroits entre Paros et Thasos permettent d'extrapoler la présence quasi certaine de l'île dans la ligue de Corinthe fondée par Philippe II de Macédoine après la bataille de Chéronée en 338 av. J.-C. En tous cas, la ligue de Délos était dissoute et Paros passa dans la sphère d'influence macédonienne. Elle recommença alors à battre monnaie (dioboles et hémidrachmes d'argent et hémidrachmes de bronze), reprenant à l'avers son principal thème de l'époque archaïque, un bouc et au revers un épi de blé, symbole de Démeter, déesse principale de l'île. Un autre type propose une figure de Démeter à l'avers et un bouc au revers. Enfin, un dernier type propose Démeter à l'avers et un épi de blé au revers. Le poids choisi fut celui de Rhodes. Ces frappes furent limitées, semble-t-il, et de faible qualité. On peut lier cette situation à la disette qui frappa le monde grec dans les années 330-325 av. J.-C. Paros fait d'ailleurs partie de la liste des cités auxquelles Cyrène livra du blé (10 000 médimnes). Les frappes monétaires de qualité en argent réapparurent après 308 av. J.-C. avec à l'avers Déméter, Artémis, Koré et une nymphe . Ce fut vers la fin du IIIe ou au début du IIe siècle av. J.-C. que l'île envoya deux ambassadeurs à Cyzique très certainement afin d'assurer la poursuite de bonnes relations avec ce port essentiel sur la route de la mer Noire. Les frappes monétaires de qualité en argent se poursuivirent tout au long du IIIe siècle av. J.-C. : douze magistrats éponymes sont identifiables. La frappe de monnaie de bronze se poursuivit jusqu'au Ier siècle av. J.-C. L'ensemble montre que l'île était toujours prospère.
Paros aurait intégré dès 314-313 av. J.-C., donc dès sa création, la Ligue des Nésiotes (Insulaires) que venait de fonder Antigonos le Borgne. Cependant, dans les événements des années suivantes (traversée de l'Égée par la flotte lagide, prise d'Athènes par Démétrios Poliorcète et instauration des Antigoneia puis Démétria à Délos), aucune mention n'est faite de Paros. Lorsqu'en 288 av. J.-C., la ligue passe sous la domination lagide, Paros ne sembla toujours pas avoir de rôle politique, mais l'île s'associa au culte d'Arsinoé II Philadelphe et dut participer aux célébrations des Ptolemaia et Philadelphia sur Délos. On ne sait pas non plus avec certitude, mais on peut le supposer, si Paros fut pillée par Démétrios de Pharos lors de son expédition de 220 av. J.-C. Lorsque la ligue passa vers 200 av. J.-C. dans la zone d'influence rhodienne, Paros pourrait avoir continué à en faire partie sans que les indices soient tout à fait probants.
Lorsque Philippe V de Macédoine envoya l'Étolien Dikaiarchos ravager les Cyclades entre 205 et 202 av. J.-C., au cours de la première guerre crétoise, Paros ne fut pas épargnée : elle fut citée par l'ambassadeur romain devant l'assemblée de la ligue étolienne en 200-199 av. J.-C. rappelant les exactions du souverain macédonien. Paros était expressément mentionnée car elle avait le plus souffert. Philippe V s'en serait emparé en 201 av. J.-C. et l'année suivante, il l'aurait rendue à Athènes, en tout cas, une isopolitie existait entre les deux cités. Pour résister à l'attaque de Philippe V, la cité parienne pourrait avoir en partie démoli le temple dédié à Apollon Pythien, pour renforcer ses murailles. Il semblerait qu'au tout début du IIe siècle av. J.-C., un différend commercial ou de zone de pêche dégénéra en conflit entre Paros et sa voisine Naxos. Les îles firent appel à l'arbitrage d'Érétrie. La cité eubéenne les obligea à la réconciliation à tous les niveaux : de la cité aux citoyens sous peine de forte amende au sanctuaire de Délos. Paros qui devait avoir commencé le conflit dut en plus sacrifier un bœuf à Dionysos sur Naxos.

### Économie et administration
Les Pariens furent très présents sur Délos tout au long de l'époque hellénistique et romaine, principalement en raison du rôle de centre commercial de l'île sacrée. L'épigraphie révèle trente-six noms pariens, soit le plus grand nombre de noms cycladiques, à égalité avec Naxos. L'île était très active dans le commerce du vin. Les timbres amphoriques « Παρίον » ou « Παρίων » furent en effet retrouvés en grande quantité sur Délos, mais aussi loin que l'Égypte, la Sicile ou la mer Noire. Huit ateliers de fabrication d'amphores ont été découverts sur l'île. Cependant, il n'est pas dit que les amphores, timbrées de Paros, transportaient toutes du vin de Paros.

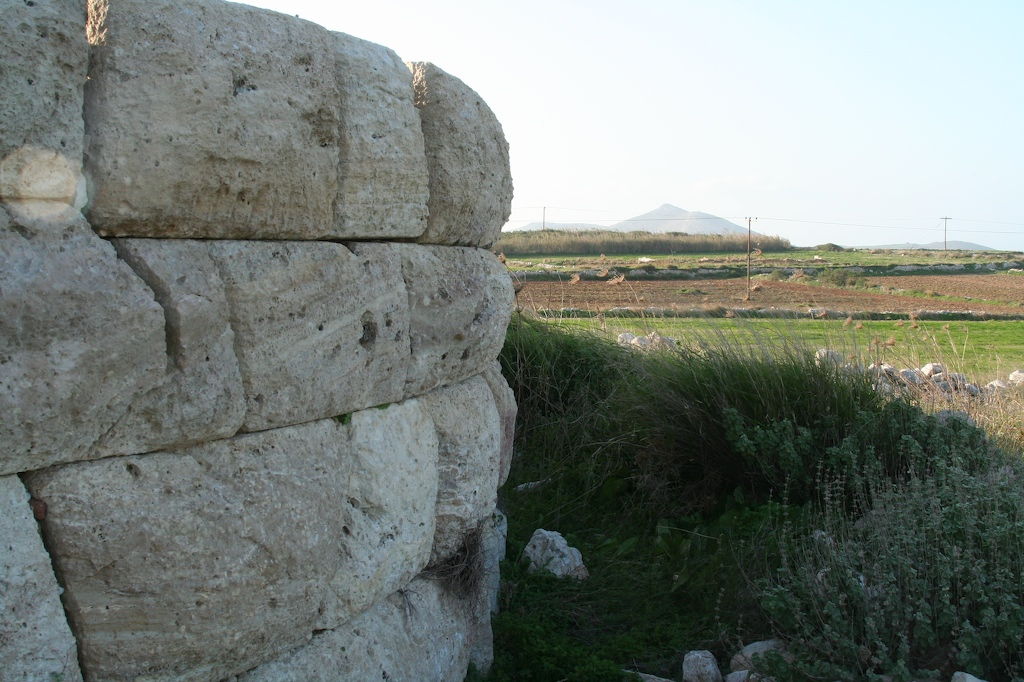
Ruines d'une tour hellénistique.

Au sud de la ville de Parikiá, près de l'actuel musée archéologique et de l'actuel cimetière, hors des remparts archaïques, des fouilles en 1994 ont mis au jour trois maisons hellénistiques séparées par une rue. Elles avaient des sols en mosaïque et des salles de banquet,. Au sud-est de Náoussa, sur la route de Mármara, les ruines, dites Palaiopyrgos, d'une tour ronde hellénistique sont encore visibles : ils mesurent deux mètres de haut pour un diamètre de huit mètres cinquante. La période hellénistique a laissé des tours en très grand nombre dans les Cyclades. Elles ne pouvaient toutes servir de tours de guet. Les archéologues les ont aussi associées à la richesse des îles (minérale ou agricole). Il est difficile de savoir à quelle catégorie appartenait cette tour parienne : guet face au détroit de Naxos ou liée à la richesse du marbre ou de la plaine littorale agricole qu'elle domine,.
Un décret (dernier tiers du IIIe siècle av. J.-C. ou second tiers du IIe siècle av. J.-C.) décida la réorganisation des archives, avec vérification puis copie sur papyrus des décrets anciens. Cette réorganisation nous permet d'avoir une idée des magistratures de la cité. En plus des archontes et des magistratures religieuses (prêtrises) et sportives (gymnasiarque, etc.), on trouve un basileùs (archonte-roi), un collège de mnémones chargé de la copie des archives qui semblent différents des hiéromnémones (pour les archives sacrées) ce qui serait le signe d'une différenciation de l'administration civile du religieux, et deux apodectes préposés aux archives (du temple d'Apollon et du prytanée). La multiplication des magistratures était assez caractéristique de ce qui se passait un peu partout à l'époque dans le monde grec. Cependant, ces évolutions permettent de constater que l'île était encore alors très dynamique.
Au IIe siècle av. J.-C., Paros continua à battre monnaie : des tétradrachmes d'argent de bonne qualité avec une tête de Dionysos couronnée de lauriers à l'avers et Démeter avec une ciste au revers qui pourrait être une référence à la statue de la déesse au thesmophorion. Une autre frappe remplaçait Démeter par une figure masculine avec une lyre dans laquelle on a identifié une représentation de la statue d'Archiloque à l’Archilochéion. La « Chronique de Paros », datée de 263 av. J.-C., pourrait avoir été déposée dans cet Archilochéion qui aurait alors été l'équivalent pour l'île du Mouseîon d'Alexandrie. La Chronique était un ouvrage de référence aux points de vue intellectuel, artistique et politique. Il a été suggéré en effet qu'elle pourrait avoir servi aux leçons d'histoire dispensées dans le gymnase qui se trouvait à côté de ce sanctuaire,.
On sait que l'île avait alors de bonnes relations avec la Crète, principalement la cité d'Allaria avec qui elle établit une isopolitie un peu avant 197 av. J.-C. De même, elle emprunta de l'argent, sans qu'on sache pourquoi, à la confédération crétoise. Sa colonie Pharos lui demanda de l'aide probablement vers 168 av. J.-C., peut-être à la suite de déprédations par des pirates illyriens. La réponse prévoyant d'abord de demander l'avis de l'oracle de Delphes ne permet pas de savoir si l'île manquait de moyens ou d'envie pour porter secours à sa colonie. De même, il est difficile de savoir si Paros fut affectée par la troisième guerre macédonienne ou par l'épidémie de « peste » qui sévit à ce moment dans le monde grec. Vers 150 av. J.-C., un décret à  caractère « social » fut pris par l'agoranome parien Killos rétablissant une situation « normale » entre employeurs et employés, principalement à propos du versement des salaires. Cependant, il n'est pas possible d'extrapoler l'existence de « troubles sociaux » dans la cité alors.

## Période romaine

### Sous la République

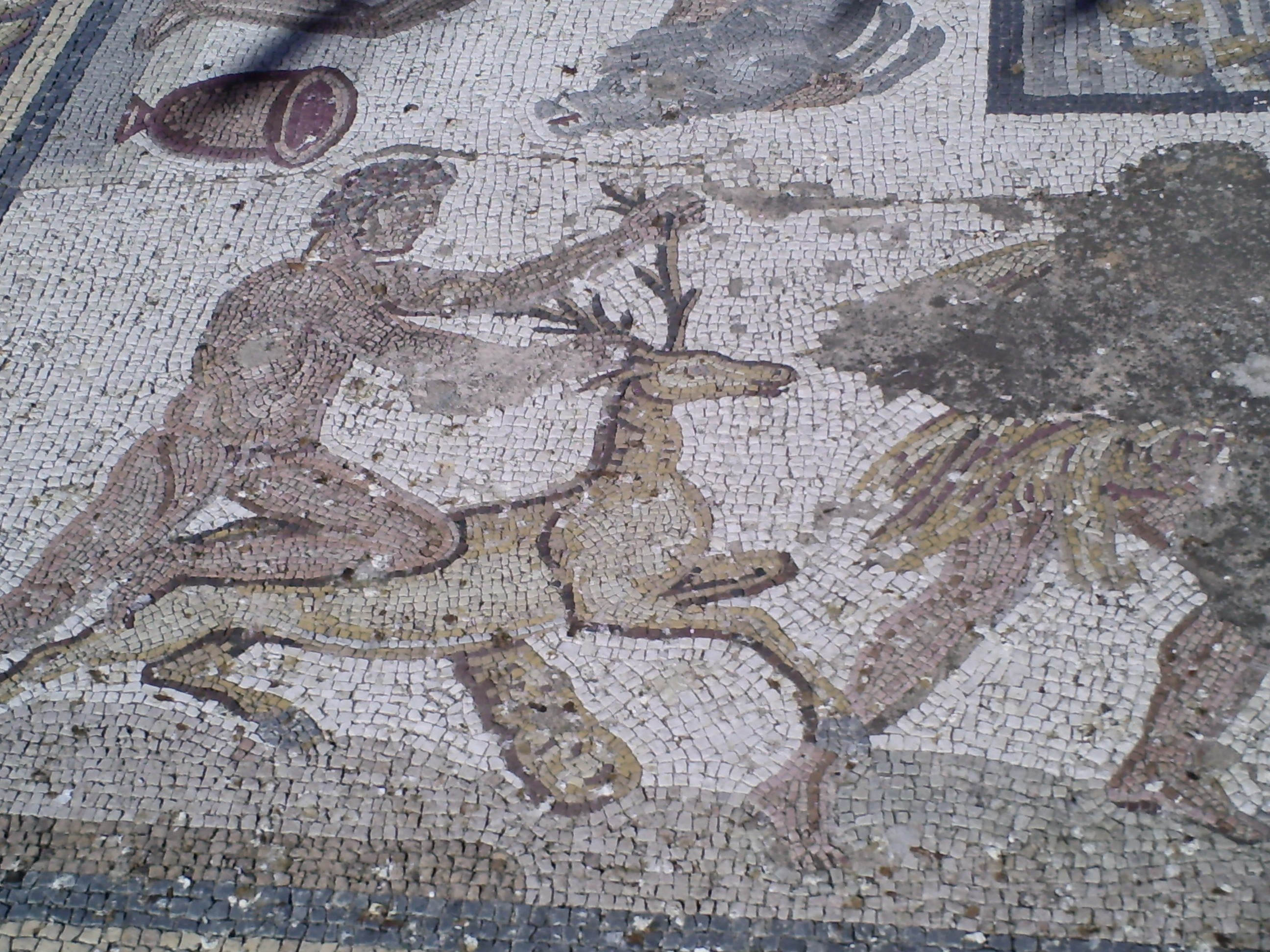
Mosaïque romaine représentant les travaux d'Hercule.

Paros passa sous domination romaine vers 145 av. J.-C. L'île finit par être intégrée à la province d'Asie, mais, il n'y a pas de preuve qu'elle le fut dès la création. Il n'y a pas non plus de fonctionnaire romain attesté sur l'île dans les premières années, mais cela peut être dû aux lacunes documentaires.
Dans la première moitié du Ier siècle av. J.-C., les remparts furent restaurés. L'île aurait donc souffert des pirates qui pouvaient agir quasiment impunément pendant la période troublée où les Romains assuraient leur domination sur l'Égée. Un décret honorifique est dédié à un « stratège » dont le nom a disparu (il n'est donc pas possible de savoir s'il était parien, grec ou romain) qui paya la rançon de citoyens pariens enlevés par des pirates. Les magistratures continuèrent à être exercées par des Grecs, issus des familles de notables. Aucun nom de magistrat romain sur l'île (là encore se pose le problème de la lacune documentaire) ne nous est parvenu pour le Ier siècle av. J.-C. De même, lorsque Marc Antoine partagea les Cyclades entre Athènes et Rhodes, Paros, concernée, n'est pas citée dans le texte d'Appien,.
L'activité des ateliers de sculpture qui continuaient à produire et à exporter statues, sarcophages et stèles funéraires montre que l'île resta au moins dynamique, si ce n'est selon certaines interprétations, prospère jusqu'au IIIe siècle apr. J.-C.. Cependant, la multiplication de décrets honorant l'évergétisme de citoyens de l'île laisse supposer un appauvrissement dans les premières décennies de la domination romaine. L'exploitation des carrières de marbre était d'ailleurs passée sous contrôle romain. Elle s'accéléra au cours du Ier siècle apr. J.-C.. De nombreux sculpteurs d'origine parienne ont été identifiés dans le monde romain, jusqu'à Rome même. Il semblerait qu'ils puissent avoir été considérés comme les meilleurs spécialistes du marbre de Paros.
Les Pariens restaient toujours très présents sur l'île sacrée et commerciale de Délos. Une dédicace de Zôsas, qui se déclarait parien, de la fin du IIe ou du début du Ier siècle av. J.-C. trouvée dans le « quartier juif » de Délos, confirme que Paros avait une communauté juive. Divers passages de Flavius Josèphe peuvent aussi corroborer cette existence.

### Sous l'Empire
Dès le début de l'Empire, le culte impérial fut institué sur Paros. On sait aussi que du temps de Claude, un culte d'Agrippine fut aussi célébré, même s'il est douteux qu'il ait continué à l'être après 59. Dans les deux cas, les prêtres ou prêtresses étaient issus des grandes familles de l'île. Le culte d'Agrippine, qui n'avait aucun lien personnel avec l'île, nous montre que le culte impérial était imposé depuis Rome aux notables locaux qui devaient en assurer la prêtrise, mais aussi le financement. Les habitants des îles avaient d'ailleurs du mal à résister aux injonctions du pouvoir. En 6 av. J.-C., selon Dion Cassius, Tibère, encore jeune et pas encore empereur, s'arrêta sur Paros et obligea les Pariens à lui « vendre » la statue d'Hestia, due à Scopas, qui se trouvait dans le prytanée. Il désirait l'installer dans le temple de la Concorde à Rome.
Si on connaît des sculpteurs pariens jusqu'au Ier siècle apr. J.-C., par contre, plus aucun nom ne nous est parvenu pour les siècles suivants. Cependant, on sait que l'activité artistique se maintint. De plus, la tradition de signer ses œuvres de son nom suivi de celui de sa cité ne pouvait que disparaître puisque tous étaient citoyens romains. Enfin, l'habitude de signer les œuvres s'était aussi alors perdue. Si les ateliers de sculpture actifs à Parikiá de l'époque archaïque à l'époque hellénistique semblent avoir « fermé », ceux autour des carrières continuèrent à produire, au moins jusqu'à Justinien, puisque le marbre de la basilique de la Panaghia Katapoliani en provient et que les sculpteurs locaux ont dû travailler à son édification.
Les inscriptions des siècles suivants donnent une douzaine de noms d'archontes, même si leur rôle pourrait avoir été réduit à celui d'archonte éponyme. Certains d'entre eux ont un nom romain (d'empereur romain) accolé à leur nom grec. On note qu'ils pouvaient être archonte plusieurs années consécutives (ce qui devait poser problème en cas d'archonte éponyme). Enfin, ils combinaient parfois deux ou trois magistratures dont celle de gymnasiarque qui semble avoir été la dernière magistrature à avoir eu une quelconque réalité. Il semblerait que le pouvoir romain central ait effacé peu à peu les pouvoirs locaux, ne conservant plus qu'une structure creuse confiée à des hommes sûrs et fidèles, représentants et relais sur place. Ainsi, on peut tenter d'en établir le fonctionnement grâce à une inscription évoquant la restauration d'un bâtiment dorique (aujourd'hui disparu dans des remplois postérieurs) du kastro de Parikiá. Le pouvoir central chargea l'archonte du travail. Celui-ci se tourna vers les notables locaux pour le financement. L'un d'entre eux fut nommé « stratège » (en fait « hypostratège »). Cette magistrature avait donc perdu tout aspect militaire car il était chargé de superviser la restauration. Enfin, les personnes concernées (archonte, stratège et « généreux donateurs ») étaient honorés par une inscription. Petit à petit, les magistratures se modifièrent. Au début du IVe siècle, la fonction d'archonte n'existait plus et la personnalité la plus importante de l'île était l'archiprêtre (ἀρχιερεὺς) du culte impérial qui cumulait aussi la fonction de gymnasiarque et de prêtre de Démeter. L'emprise du pouvoir central se lit aussi dans l'obligation qui était faite aux Pariens de loger les soldats, une lourde charge puisqu'un Parien qui avait obtenu une exemption par privilège impérial avait fait graver celle-ci sur sa maison afin d'être bien sûr de ne pas subir l'obligation.
On connaît quelques rares frappes monétaires pariennes en bronze à l'époque impériale : avec Trajan à l'avers et Tyché au revers ; avec Antonin (?) à l'avers et une lyre (symbole d'Archiloque) au revers ; avec Marc Aurèle (avers) et Athéna (revers) ; Faustine la Jeune (avers) et les Charites (revers) ; Faustine la Jeune (avers) et Tyché ou Némésis (mais si le culte de Némésis était important à l'époque impériale, il n'en existe pas de preuve sur Paros).
Paros fut incluse dans la province autonome des îles par Dioclétien.

## Période byzantine

### Christianisation

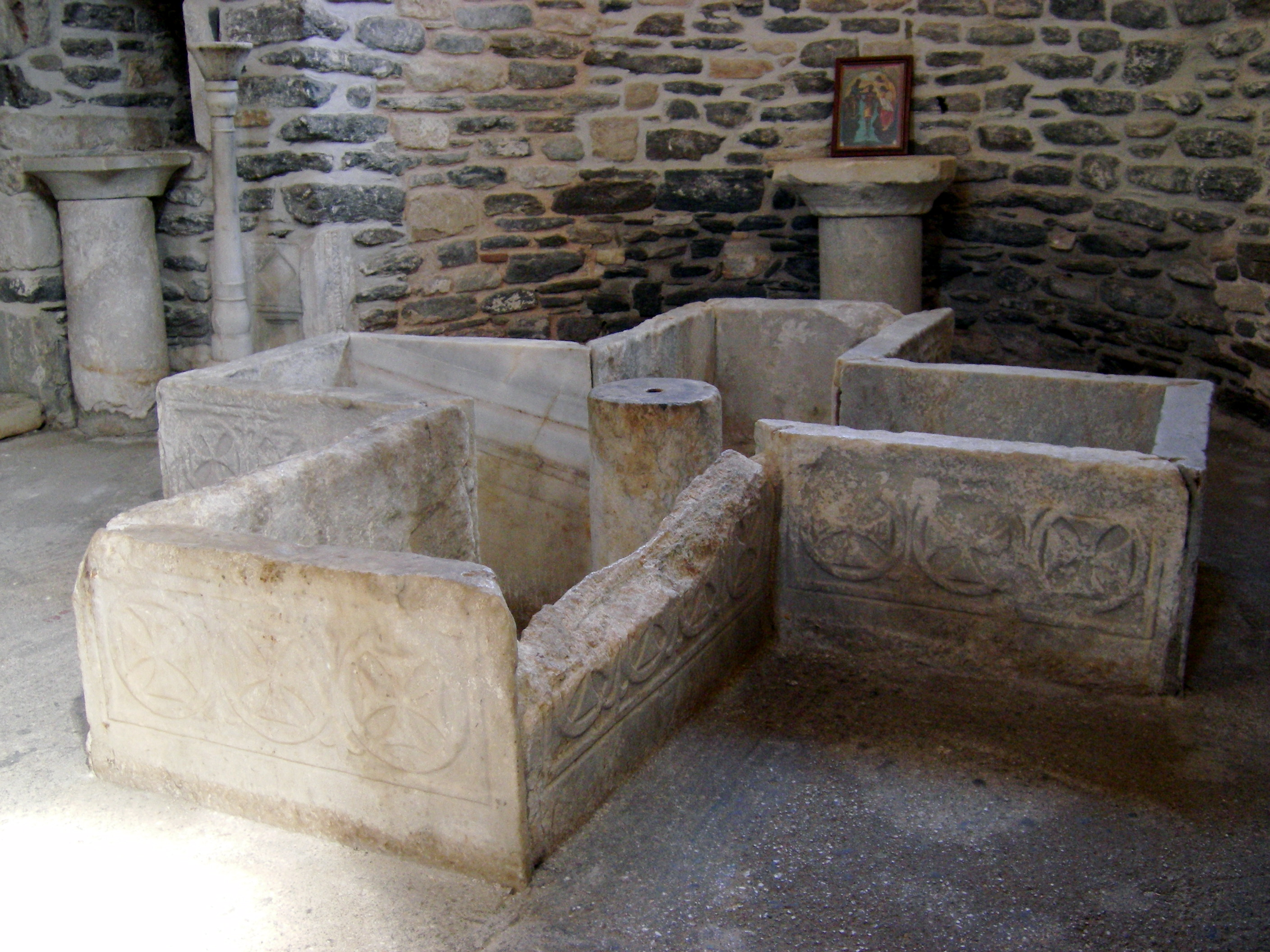
Baptistère du IV dans la basilique de la Panaghia Katapoliani.

L'église de la Dormition de la Vierge (de nos jours la chapelle Saint-Nicolas dans la basilique Katapoliani) fut la première église chrétienne construite sur Paros. Une légende raconte qu'Hélène, mère de l'empereur byzantin Constantin se serait arrêtée sur l'île à cause d'une tempête alors qu'elle se rendait à Jérusalem pour y retrouver la Vraie Croix. Elle aurait prié dans la petite église pour le succès de son entreprise et promis de construire une grande basilique dédiée à la Vierge si elle réussissait. Elle ne put tenir sa promesse avant sa mort en 328. Ce fut donc Constantin qui fit construire, à côté de la petite église, la grande basilique de Katapoliani. Elle est édifiée sur deux bâtiments antiques dont un gymnase encore utilisé au début du IVe siècle. Il semblerait donc que la christianisation définitive de l'île remonterait à ce IVe siècle,,. On a cependant encore, pour le début du IVe siècle un hymne à Perséphone par le poète local Nikiadès pour la consécration d'une nouvelle statue et la restauration du thesmophorion. Ainsi, le paganisme encore dynamique et le christianisme naissant cohabitèrent un temps sur l'île.
L'« évêque » de Paros faisait partie des signataires des décisions du concile d'Éphèse de 431. Au VIe siècle, à la suite d'un incendie, Justinien fit reconstruire Katapoliani. Deux autres églises remontant au VIe siècle ont été découvertes : l'une au lieu-dit Tris Ekklisies et l'autre sur la côte ouest de l'île près de Pounta. La construction de la basilique au IVe siècle, sa restauration deux siècles plus tard ainsi que l'édification des autres églises semble montrer que l'île était encore prospère à cette époque ; contrairement aux siècles suivants,,.

### Danger pirate

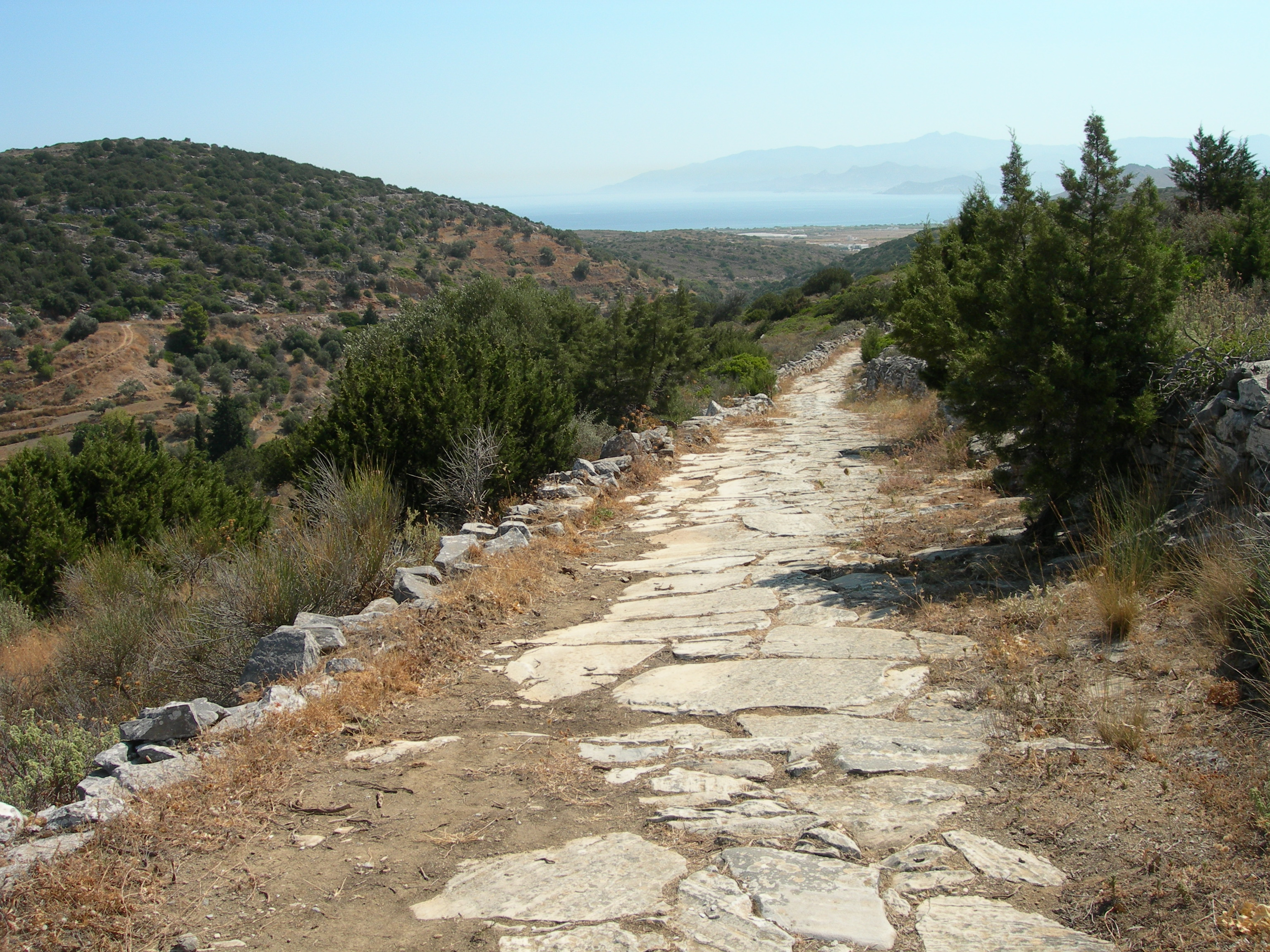
Chemin dit « byzantin » de Lefkés à Pródromos.

Aux VIIe et VIIIe siècles, l'île fut la proie régulière des pirates. Au IXe siècle, elle aurait été occupée par les mêmes Arabes que ceux installés en Crète qui l'auraient utilisée comme base pour leurs raids dans tout l'Égée. Paros se serait alors peu à peu désertifiée. La légende de Sainte Théoctiste, une jeune fille originaire de Lesbos, enlevée par des pirates et abandonnée sur Paros où elle vécut seule pendant trente-cinq ans, pourrait corroborer cette désertification. Nikitas Magistros fit escale sur Paros en 902 alors qu'il se rendait en Crète. Il n'aurait rencontré qu'un vieux moine qui vivait seul depuis trente ans dans Katapoliani. Le fait qu'aucune construction byzantine de cette époque n'a été retrouvée est une preuve plus concrète que l'île était au pire désertée, au moins très peu peuplée. L'expédition de Nicéphore Phocas qui reprit la Crète en 960-961 ne mit pas fin aux actions des pirates contre Paros. Elles continuaient au XIe siècle,.
Ce fut durant cette période que les villages quittèrent les bords de mer pour monter dans les montagnes : Lefkés devint la capitale de l'île en lieu et place de Parikiá.
L’organisation administrative de l'Empire byzantin fonctionna en thèmes à partir du règne d’Héraclius au VIIe siècle. Au Xe siècle, Paros appartenait au thème de l’Égée (tò théma toû Aiyaíou Pelágous) dirigé par un amiral (dhrungarios) qui fournissait des marins à la flotte impériale. Il semblerait qu’ensuite le contrôle du pouvoir central sur les petites entités isolées qu’étaient les îles ait peu à peu diminué. Les défendre et y collecter les impôts devint de plus en plus difficile. Au début du XIIIe siècle, c'était devenu impossible. Constantinople y aurait alors renoncé,. Paros et les Cyclades seraient donc passées sous l'autorité nominale de Léon Gabalas installé à Rhodes. Ce fonctionnaire byzantin avait profité des difficultés de l'Empire pour s'autonomiser. Il s'était autoproclamé « Seigneur des Cyclades » et tentait vainement de faire entrer les impôts. Il n'y parvenait qu'à grand peine, surtout en raison des pirates génois ou turcs qui ravageaient la région.

## Période vénitienne

### Conquête
À la suite de la Quatrième croisade, Paros fut conquise par Marco Sanudo qui l'intégra dans son duché de Naxos. Dans la version la plus couramment acceptée, Marco Sanudo s'empara de Naxos en 1205 après un siège de cinq semaines puis il retourna à Constantinople et Venise se faire confirmer sa conquête. Il revint en 1207 s'emparer des autres îles de l'archipel, dont Paros. La conquête semble s'être faite très facilement. Il n'y a pas de récits de combats. Il semblerait que tout ce que les conquérants avaient à faire était d'entrer dans les principaux ports des îles et d'annoncer qu'ils prenaient le pouvoir. Diverses explications ont été avancées. Une des plus évidentes était que l'Égée était alors infestée de pirates et que seule la flotte vénitienne était capable de les éradiquer. Que Sanudo et ses compagnons aient été des personnes privées plutôt que des capitaines au service de Venise n'entra pas en ligne de compte : les Vénitiens étaient préférables à l'insécurité. De plus, Sanudo ne s'aliéna pas les classes dominantes grecques (les archontés). Il leur confirma leurs biens, leurs privilèges et leur religion. Il n'eut donc pas d'opposition à craindre de la part des élites et donc des populations contrôlées par ces élites.
Le système féodal occidental s'implanta alors à Paros. En effet, les soldats et les marins qui avaient conquis les îles avec leur capitaine furent récompensés par des fiefs et furent faits chevaliers devant aide et conseil à leur suzerain. Ils devinrent feudati ou feudatori, vivant des revenus de leur terre et constituant une nouvelle élite sociale à côté de celle des archontés. Marco Sanudo respecta les droits et les propriétés (pronoias en grec) des archontés grecs. Il semblerait qu'il y ait eu suffisamment de terres vacantes ou dans le domaine public pour que Sanudo ait pu les distribuer à ses vassaux « francs » sans en confisquer,.

### Autonomie féodale

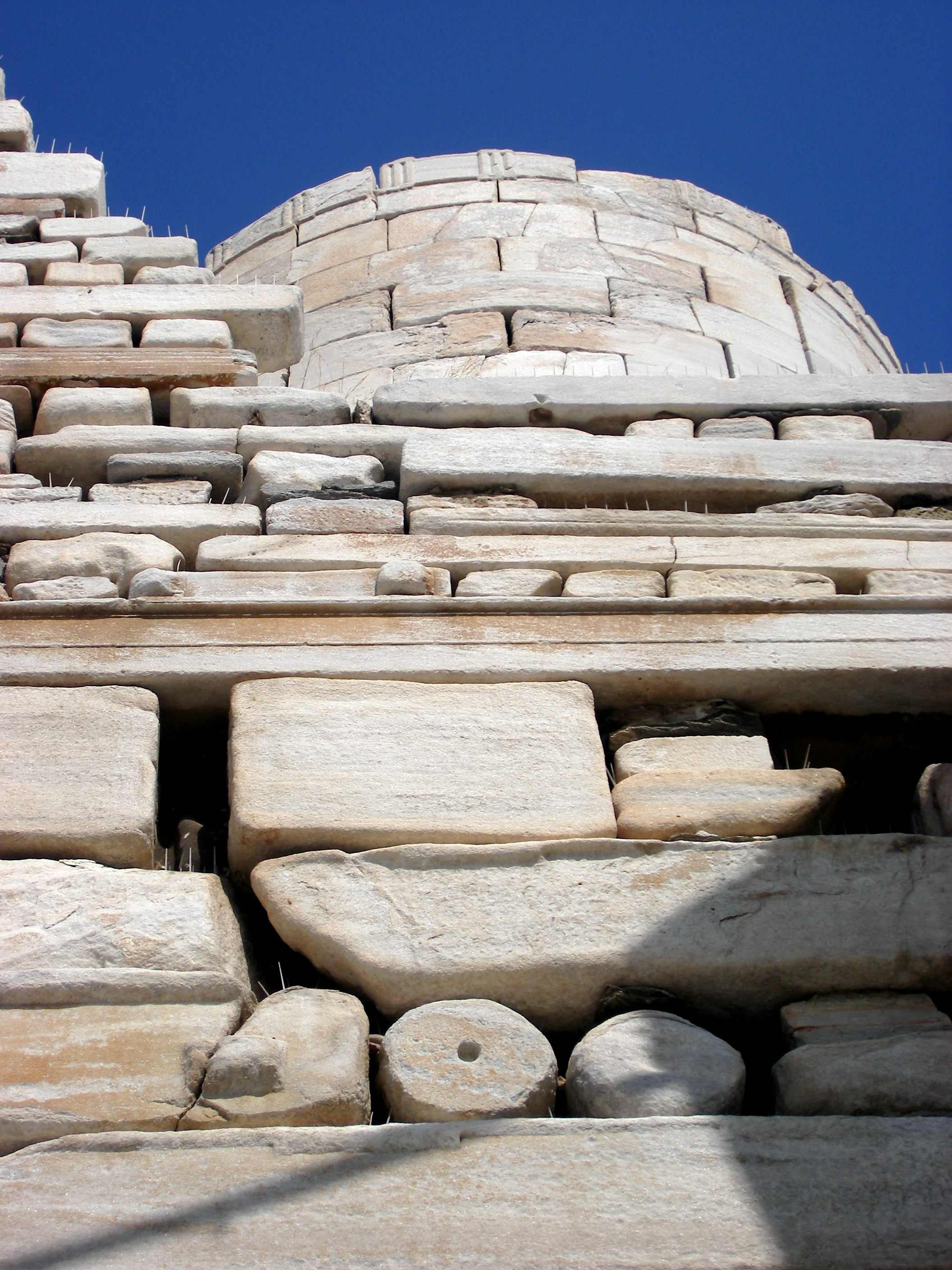
Kastro vénitien de Parikiá.

Paros, en face de Naxos resta sous administration plus ou moins directe du duc de Naxos. Ainsi, elle releva de Marco Sanudo et d'Angelo Sanudo, les deux premiers ducs. Celui-ci, par contre, la donna en apanage à son fils cadet, Marino, tandis que l'aîné Marco régnait. Ce fut à cette époque que l'empereur byzantin Michel VIII Paléologue tenta de reprendre les Cyclades. L'expédition navale menée par Alexis Philanthropenos échoua devant Paros (mais reprit d'autres îles).
En 1383, le dernier duc de la dynastie Sanudo, Niccolo III dalle Carceri, fut assassiné par Francesco Crispo qui lui succéda et déposséda de l'île d'Andros la demi-sœur de Niccolo, Maria Sanudo, fille de Fiorenza Sanudo. En 1389, à titre de dédommagement, Paros fut donnée en fief à Maria qui épousa Gaspard Sommaripa et transmit l'île à ses descendants. La république de Venise fut assez mécontente. En effet, les Sommaripa étaient originaires de Vérone et alliés du duc de Milan Jean Galéas Visconti alors ennemi de la Sérénissime. Cependant, les seigneurs de Paros choisirent de se rapprocher de Venise, afin d'éviter que les ducs de Naxos ne rétablissent leur contrôle sur l'île. Ainsi, les Sommaripa s'allièrent par mariage aux Venier, une puissante famille vénitienne. En 1518, le dernier Sommaripa en ligne directe masculine mourut. Son neveu (fils de sa sœur), Niccolo Venier, se fit reconnaître la possession de l'île par la Sérénissime. Lorsqu'il mourut sans héritier mâle en 1531, son beau-frère, Bernardo Sagredo qui avait épousé Cecilia Venier, réussit lui aussi à se faire reconnaître seigneur de Paros par Venise (verdict du procès rendu en 1536),,. En 1528, Niccolo Venier dut affronter un soulèvement de la population pariote qui l'enferma dans son kastro et l'obligea à partager le pouvoir avec un kapetanios représentant de la « commune », à l'image de ce qui s'était passé plus tôt dans les cités italiennes.
Les Vénitiens, et principalement les Sommaripa, construisirent sur l'île trois ou quatre forteresses. Celle de Parikiá, la plus forte, est datée de 1260, donc des Sanudo, mais elle fut remaniée par les Sommaripa. Ils construisirent aussi à Náoussa (parfois appelé Agousa) deux forteresses, l'une protégeant le port datée de 1510 et toujours visible, et probablement une seconde plus à l'intérieur des terres, plus vaste, dont il ne reste pas de trace, ainsi que l'église catholique saint Georges de la ville. Nicolas Sommaripa fit aussi construire vers la fin du XVe siècle la forteresse de Kephalos (éminence conique au bord de la mer à l'est de l'île) et y déplaça le siège du gouvernement,,,.
Cyriaque d'Ancône visita Paros en avril 1445. Il fut reçu par le seigneur de l'île Crusino Sommaripa, lui aussi passionné d'archéologie. Les deux hommes explorèrent ensemble les vestiges antiques encore visibles. D'après Cyriaque, Crusino en aurait restauré quelques-uns. L'auteur évoque aussi dans ses Commentaria le port de Parikiá où le marbre était chargé sur des navires à destination des autres ports de l'Égée et de Venise. L'île aurait alors compté autour de 3 000 habitants. Elle était suffisamment riche pour entretenir une petite flotte de galères (limitée parfois à un seul navire) pour sa protection. Cette flotte était parfois louée par la Sérénissime,,.

### Avancée ottomane
À la fin de l'Interrègne ottoman, Mehmed Ier monta sur le trône. Venise tenta de renouveler avec lui le traité de paix signé en 1403 avec son frère Suleyman Bey. Malgré les différends, l'ambassadeur vénitien demanda d'inclure le duché de Naxos dans l'accord. Le Sultan refusa. Il aurait été vexé que Giacomo Ier Crispo ne l'ait pas félicité lors de son accession au trône. Il envoya donc son Capitan Pacha Djiali Bey (ou Cali Bey), châtier le duché. À l'automne 1416, trente trirèmes et birèmes quittèrent Gallipoli et ravagèrent une partie des Cyclades dont Paros. Les récoltes furent détruites et le bétail emporté. Le siège fut ensuite mis devant Naxos. Par ailleurs, les attaques des pirates n'avaient toujours pas cessé,.
Au début du XVIe siècle, Paros redevint source de conflit entre le duc de Naxos Giovanni IV Crispo et la république de Venise. En effet, la lignée masculine des Sommaripa s'était éteinte. Les ducs Crispo ne reconnaissaient que la loi salique. Giovanni IV désirait aussi appliquer le droit féodal : un fief tombé en déshérence revenait au suzerain. Il envoya donc des troupes naxiotes s'emparer des forteresses principales de Paros : le kastro de Parikiá et Kephalos. Il finit par devoir les retirer quand les tribunaux vénitiens reconnurent Niccolo Venier, le fils d'une sœur du dernier baron, comme héritier. Cependant, le même problème se posa à la mort de celui-ci, qui n'avait pas d'enfant légitime. Après un nouveau procès, les tribunaux vénitiens déboutèrent une fois de plus le duc et reconnurent Cecilia Venier, la sœur de Niccolo, et son époux Bernardo Sagredo comme héritiers. Le duché ne pouvait qu'obéir à la Sérénissime dont il dépendait pour sa protection,.
En 1537, le Capitan Pacha Khayr ad-Din Barberousse, de retour de l'expédition manquée contre Corfou attaqua les Cyclades dont Paros. Bernardo Sagredo se replia dans sa forteresse supposée imprenable de Kephalos. Il finit par se rendre, vaincu par la famine ou, selon d'autres sources, par le manque de munitions au bout de quelques jours. La flotte ottomane aurait fait 6 000 victimes sur l'île (morts, esclaves et janissaires). Barberousse se tourna alors vers Naxos. Son duc Giovanni IV Crispo accepta de se soumettre à la domination ottomane, préférant verser un tribut plutôt que subir le sort de Bernardo Sagredo. Il y gagna cependant, car le sultan Soliman le Magnifique rendit Paros au duché de Naxos, son vassal,,,. Pour former son fils Giacomo au gouvernement et surtout être sûr de lui transmettre le duché, Giovanni IV le nomma gouverneur de Paros (et Santorin). Il en faisait ainsi un tributaire direct du sultan. En 1564, au décès de Giovanni IV, le sultan reconnut la succession et Giacomo succéda à son père. Différentes versions furent proposées pour la fin du règne de Giacomo IV, deux ans plus tard. Dans tous les cas, il est avéré qu'il fut déposé et emprisonné. Le sultan nomma un de ses favoris à la tête du duché : Joseph Nassi,.

## Période ottomane

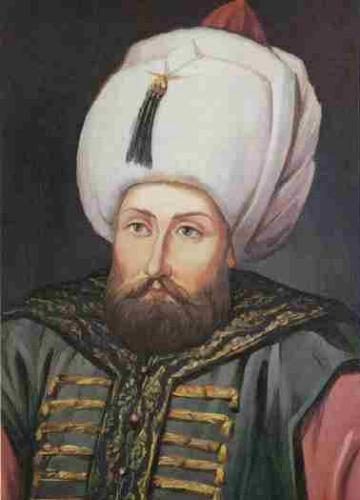
Le sultan ottoman Sélim II.

En 1566, Paros fut incluse dans le duché de Naxos lorsque celui-ci fut confié par le sultan Sélim II à Joseph Nassi. Celui-ci, occupé par ses affaires commerciales et politiques à Constantinople ne vint jamais dans son duché. Il en délégua le gouvernement à un « gouverneur général et lieutenant ducal », Francesco Coronello. De plus, il ne s'attaqua pas aux notables locaux qui conservèrent tous leurs biens. Les choses ne changèrent pas avec la bataille de Lépante. Au printemps 1570, une expédition vénitienne traversa les Cyclades et les « reconquit » au nom de la Sérénissime. La forteresse de Paros fut prise sans coup férir. Le commandant de l'expédition, à laquelle aurait pu participer le dernier duc de Naxos, Giacomo IV Crispo, installa un gouverneur et un bailo dans l'île. Dès novembre 1571, une expédition punitive ottomane, commandée par Kılıç Ali, rétablit le pouvoir de la Porte et punit les populations locales. Parmi les personnalités exécutées se trouvait l'évêque orthodoxe de Paronaxia. Le calme ne revint pas immédiatement, puisque des Pariotes (avec des Naxiotes et des Andriotes) participèrent à l'attaque d'une forteresse turque en Eubée en 1572. On pourrait y voir la principale conséquence de Lépante : le développement de la piraterie chrétienne. Cependant, l'attitude de Nassi ne changea fondamentalement pas. Son premier gouverneur enlevé par les Chrétiens, il en nomma divers autres et ne confisqua toujours pas les terres de ses divers vassaux chrétiens. Le fonctionnement féodal se poursuivait donc. En 1537, Paros avait juste changé de suzerain et en 1566, elle avait changé de seigneur.
Ensuite, après la mort de Nassi en 1579, les îles des Cyclades, dont Paros, dépendirent du Capitan Pacha qui venait tous les ans collecter les impôts en ancrant sa flotte en baie de Dryos. En 1675, l'île versa 6 000 piastres. Comme partout ailleurs dans l'Empire ottoman, la gestion du millet des chrétiens orthodoxes fut confiée à l'Église orthodoxe. L'évêque de Paronaxia (qui regroupait donc Paros et Naxos) était chargé de gouverner les deux îles, en échange de privilèges de la part du sultan,.
L'île continua à subir régulièrement des attaques de pirates durant la période ottomane et la population, appauvrie, déclina.
Au XVIIIe siècle, Paros retrouva la prospérité et connut même un développement de ses secteurs manufacturier, commerçant et naval. Cette prospérité se voit dans le nombre de bâtiments et d'églises construits alors ainsi que dans la création de nouveaux villages et l'extension des habitats plus anciens. L'agriculture était l'activité dominante (céréales, vin, olives et coton), même si les oliviers furent détruits lors des raids vénitiens du XVIIe siècle. Le coton était aussi filé et tissé sur place. Le marbre restait une exportation de l'île, mais il n'était plus exploité : on se contentait de récupérer les marbres antiques.
Lors de l'« expédition d'Orloff », à partir de 1770, Paros servit de base à la flotte russe qui s'abritait dans la baie de Náoussa. En 1774, le traité de Koutchouk-Kaïnardji rendit l'île aux Ottomans,.
Paros participa à la guerre d'indépendance grecque en envoyant de nombreux combattants, mais pas de navires. Elle fut, dès la fin du conflit, intégrée dans le jeune royaume de Grèce.

## Grèce contemporaine
Au XIXe siècle, les carrières de marbre de Maráthi furent à nouveau exploitées par la Compagnie hellénique du marbre de Paros et par la Compagnie franco-belge. Cependant, les stalactites dans les galeries montrent que l'essentiel de l'exploitation se fit dans l'antiquité. Les ruines des installations d'exploitation sont encore visibles à l'extérieur des carrières.